# 454
| 454                |
| ------------------ |
| Dødsfald - Fødsler |
|                    |

| Gregoriansk kalender | 454 CDLIV               |
| Ab urbe condita      | 1207                    |
| Armensk kalender     | I/T                     |
| Kinesiske kalender   | 3150 – 3151 癸巳 – 甲午 |
| Etiopisk kalender    | 446 – 447               |
| Jødisk kalender      | 4214 – 4215             |
| Hindukalendere       |                         |
| - Vikram Samvat      | 509 – 510               |
| - Shaka Samvat       | 376 – 377               |
| - Kali Yuga          | 3555 – 3556             |
| Iransk kalender      | 168 BP – 167 BP         |
| Islamisk kalender    | 173 BH – 172 BH         |

Se også 454 (tal)

## Dødsfald
- 21. september – Flavius Aëtius, vestromersk hærfører (født ca. 395)